# تل دبين
تل دبين هي مزرعه تتبع بلده سلحب في منطقه الغاب بمحافظة حماة , وتشغل موقعاً هاماً على طريق أوتوستراد بيت ياشوط.

## السكان
عدد السكان قرابه (600) نسمه، أهم العائلات آل جغيلي ومنها الرباع المشهور [عهد جغيلي]، يعملون بالزراعة وبهم نسبة لا تقل عن 90 بالمئة من المثقفين والدارسين، بالإضافة إلى أن معظم موظفي القرية هم موظفون في سلحب .

## الديانة
مسلمون